# Hypomecis lioptilaria
Hypomecis lioptilaria är en fjärilsart som beskrevs av Swinhoe 1901. Hypomecis lioptilaria ingår i släktet Hypomecis och familjen mätare. Inga underarter finns listade i Catalogue of Life.